# Rhypopteryx carriala
Rhypopteryx carriala är en fjärilsart som beskrevs av Swinhoe 1903. Rhypopteryx carriala ingår i släktet Rhypopteryx och familjen tofsspinnare. Inga underarter finns listade.